# Ernst Mengersen
Ernst Mengersen (* 30. Juni 1912 in Bremke; † 6. November 1995 in Dortmund) war ein deutscher Marineoffizier der Reichsmarine und der Kriegsmarine, zuletzt im Dienstgrad eines Korvettenkapitäns.

## Ausbildung und Vorkriegsjahre
Mengersen trat am 1. April 1933 als Seeoffiziersanwärter der Reichsmarine bei und wurde dort der 4. Kompanie der II. Schiffstammabteilung der Ostsee in Stralsund zugeteilt. Dort bekam er seine infanteristische Grundausbildung. Anschließend absolvierte er vom 30. Juni 1933 bis zum 27. Juni 1934 seine Bordausbildung auf dem Segelschulschiff Gorch Fock und dem Leichten Kreuzer Karlsruhe, wo er am 23. September 1933 zum Seekadetten ernannt wurde. Anschließend besuchte Mengersen von Ende Juni 1934 bis April 1935 den Fähnrichshauptlehrgang an der Marineschule Mürwik, wo er am 1. Juli 1934 zum Fähnrich zur See befördert wurde. Seine Navigationsbelehrungsfahrten hatte er bereits zuvor auf den Tendern Nordsee und Saar absolviert. Danach absolvierte Mengersen bis zum 28. November 1935 diverse Fähnrichslehrgänge und beendete nach diesen an Bord der Schleswig-Holstein seine praktische Bordausbildung. Hier erfolgte auch am 1. April 1936 seine Ernennung zum Oberfähnrich zur See. Zum 21. September 1936 wechselte er auf den Tender Saar, wo er nach einem weiteren Lehrgang am 1. Oktober 1936 zum Leutnant zur See ernannt wurde. Vom 24. Dezember 1936 bis zum 13. Oktober 1937 war Mengersen auf dem Tender als I. Wach- und Funkoffizier tätig.
Am 14. Oktober 1937 wechselte Mengersen als Adjutant, Signal- und Horchoffizier auf das Panzerschiff Admiral Scheer. Mit ihm war Mengersen im Zuge des Spanischen Bürgerkriegs an Sicherungsaufgaben in spanischen Hoheitsgewässern beteiligt. Während seiner dortigen Dienstzeit erfolgte am 1. Juni 1938 seine Beförderung zum Oberleutnant zur See. Am 28. Oktober 1938 wurde Mengersen aus seinem Bordkommando herausgelöst und Adjutant bei der 6. Torpedoboots-Flottille, wo er zeitgleich auch als III. Wachoffizier des Torpedoboots Tiger agierte. Diese Position hielt er bis zum 2. April 1939 inne. Danach erfolgte sein Wechsel zur U-Boot-Waffe, deren Ausbildung er noch vor Kriegsausbruch im Juli 1939 abschließen konnte. Ab dem 16. Juli 1939 wurde er kurzfristig II. Wachoffizier auf U 33.

## Zweiter Weltkrieg
Feindfahrten
U 18
1. 18. Januar 1940 bis 26. Januar 1940 (1 Schiff mit 1.000 BRT versenkt)
2. 11. Februar 1940 bis 24. Februar 1940

U 101
1. 24. November 1940 bis 7. Dezember 1940 (4 Schiffe mit 22.483 BRT versenkt)
2. 23. Januar 1941 bis 19. Februar 1941 (2 Schiffe mit 10.699 BRT versenkt, darunter die SS Gairsoppa mit 200 to Silber)
3. 24. März 1941 bis 2. Mai 1941
4. 28. Mai 1941 bis 4. Juli 1941 (2 Schiffe mit 11.644 BRT versenkt)
5. 7. August 1941 bis 4. September 1941
6. 4. Oktober 1941 bis 16. November 1941 (1 Zerstörer mit 1.190 ts versenkt)

U 607
1. 13. Juli 1942 bis 16. August 1942 (1 Schiff mit 7.167 BRT versenkt)
2. 8. September 1942 bis 23. Oktober 1942 (1 Schiff mit 6.942 BRT versenkt)
3. 2. Januar 1943 bis 9. März 1943 (1 Schiff mit 11.355 BRT versenkt)

Mengersen wurde bereits am 31. Juli 1939 von diesem Posten wieder herausgelöst und vom 6. bis 11. September zum U-Tender Erwin Wassner abkommandiert. Zum 12. September 1939 wurde er dann I. Wachoffizier auf U 54. Anschließend war er vom 14. Oktober 1939 bis zum 2. September 1940 Kommandantenschüler und während dieser Ausbildung auch Kommandant des Schulungsbootes U 18, dessen Kommando er zum 10. Dezember 1939 übernommen hatte. Mit ihm konnte Mengersen auf zwei Feindfahrten ein Schiff mit 1.000 BRT versenken. Am 3. September 1940 erfolgte seine Delegierung zur Baubelehrung für das Schulungsboot U 143, dessen Kommandant Mengersen am 18. September 1940 wurde. Hier erfolgte am 1. Oktober 1940 seine Ernennung zum Kapitänleutnant. Mit U 143 lief Mengersen jedoch zu keiner Feindfahrt aus. Am 3. November 1940 wurde er Kommandant von U 101 und blieb dies bis zum 31. Dezember 1941. Während dieser Zeit lief er mit U 101 zu sechs Feindfahrten aus, in deren Verlauf er acht Schiffe mit 46.016 BRT sowie den Zerstörer Broadwater mit 1.190 ts versenken konnte. Hierfür wurde er am 18. November 1941 mit dem Ritterkreuz des Eisernen Kreuzes ausgezeichnet. Es war somit der 38. Träger dieser Auszeichnung innerhalb der U-Boot-Waffe.
Zum 1. Januar 1942 erfolgte eine weitere Delegierung zur Baubelehrung für das in Hamburg kurz vor der Vollendung stehende U 607, zu dessen Kommandanten Mengersen am 29. Januar 1942 ernannt wurde. Mit U 607 lief Mengersen zu drei Feindfahrten aus, wobei er drei Schiffe mit 25.464 BRT versenken konnte. Am 18. April 1943 gab er das Kommando schließlich ab und wurde zum 1. Juni 1943 Leiter der Fahrtausbildung der 27. U-Flottille und schließlich nur wenige Wochen später am 15. Juni 1943 Flottillenchef der 20. U-Flottille in Pillau. Diese Funktion hielt Mengersen bis zum 24. Februar 1945 inne. Vom 25. Februar bis zum 31. März 1945 war er vorübergehend Taktiklehrer im Stab der 25. U-Flottille in Travemünde. Vom 1. April bis zum 8. Mai 1945 agierte er als Flottillenchef bei der 15. U-Flottille in Kristiansand, wo er am 9. Mai 1945 in britische Gefangenschaft geriet. Am 20. Februar 1946 wurde er aus dieser entlassen und kehrte nach Deutschland zurück.

## Nennung im Wehrmachtbericht vom 3. Dezember 1940
Am 3. Dezember 1940  meldet der Wehrmachtbericht: „Unterseeboote haben am 2. Dezember einen nach England bestimmten großen Geleitzug mit besonderem Erfolg angegriffen und zersprengt. Trotz stärkster Sicherung durch Kreuzer und Zerstörer und sofort einsetzender heftiger Abwehr wurden 15 Schiffe mit über 110000 BRT und der zur Sicherung des Geleitzuges gehörende britische Hilfskreuzer "Caledonia" von 17046 BRT aus dem Geleitzug herausgeschossen und versenkt. Die Versenkung zweier weiterer Schiffe des Geleitzuges von zusammen 15000 BRT ist wahrscheinlich. An diesem Erfolg ist das unter der Führung von Kapitänleutnant Mengersen stehende Unterseeboot führend beteiligt.“

## Auszeichnungen
- Dienstauszeichnung IV. Klasse am 1. April 1937
- U-Boot-Kriegsabzeichen (1939) am 25. Februar 1940
- Spanienkreuz in Bronze mit Schwertern am 23. Oktober 1940
- Eisernes Kreuz (1939) II. und I. Klasse am 27. Januar 1940 bzw. 10. Dezember 1940
- Nennung im Wehrmachtbericht am 3. Dezember 1940
- Ritterkreuz des Eisernen Kreuzes am 18. November 1941
- Kriegsverdienstkreuz (1939) II und I. Klasse am 1. September 1944 bzw. am 31. Januar 1945